# バルジ大作戦
『バルジ大作戦』（Battle of the Bulge）は、第二次世界大戦末期のバルジの戦いを描いたアメリカ映画。1965年に公開された。カラー、シネラマ。

## 概要
第二次世界大戦末期の1944年12月にドイツ軍がアメリカ軍に対してドイツ側名称「ラインの守り」作戦で大攻勢をしかけ、戦車での戦いで激戦となったバルジの戦いをドイツ軍とアメリカ軍の両方の動きを描いている。
監督はケン・アナキン。ヘンリー・フォンダ 、ロバート・ライアン 、チャールズ・ブロンソン 、テリー・サバラス 、ロバート・ショウ らが出演。特に戦車部隊を扱った米国製映画としては、最優秀作品と評価される。
日本での公開
1966年4月1日にテアトル東京・大阪OS劇場でロードショー公開され、配給収入3億9,000万円を上げた。テレビの初放映は10月14日・21日に日曜洋画劇場で前後編に分けて放送された。

## 登場人物

### アメリカ軍
- ダニエル・カイリー中佐: ヘンリー・フォンダ - ベルギー偵察をきっかけに、軍の中で唯一ドイツ軍の反撃を心配する。
- グレイ少将: ロバート・ライアン - カイリー中佐の心配を疑問視する。
- プリチャード大佐: ダナ・アンドリュース - カイリー中佐の心配を一笑に附する。
- デュケスン軍曹: ジョージ・モンゴメリー（英語版）
- ウォレンスキー少佐: チャールズ・ブロンソン - 対ドイツ軍の最前線での指揮官。
- ガフィー軍曹: テリー・サバラス - 戦車隊の一員。
- ウェーバー中尉: ジェームズ・マッカーサー（英語版） - カイリーの目配せを察知し、ドイツ軍の変装を見破る。

### ドイツ軍
- ヘスラー大佐: ロバート・ショウ - 機甲師団の指揮官。アメリカ軍への奇襲作戦に参加する。
- シューマッハ少佐: タイ・ハーディン - 空挺部隊を率いる。
- コンラート伍長: ハンス・クリスチャン・ブレヒ - ヘスラー大佐を奇襲作戦に迎え入れる。
- コーラー将軍: ヴェルナー・ペータース（英語版） - ヘスラー大佐に奇襲作戦を教える。
- ディーペル少佐: カール＝オットー・アルベルティ - 新任の戦車隊長。

### その他
- ルイーズ: ピア・アンジェリ - ガフィー軍曹の恋人。
- エレナ: バーバラ・ウェール（英語版） - 高級娼婦。

## キャスト
| 役名                   | 俳優                                      | 日本語吹替 | 日本語吹替   | 日本語吹替 |
| 役名                   | 俳優                                      | NETテレビ版 | フジテレビ版 |            |
| ---------------------- | ----------------------------------------- | --- | ------------ | ---------- |
| カイリー中佐           | ヘンリー・フォンダ                        | 小山田宗徳 | 鈴木瑞穂     |            |
| ヘスラー大佐           | ロバート・ショウ                          | 井上孝雄 | 小林昭二     |            |
| グレイ少将             | ロバート・ライアン                        | 納谷悟朗 | 納谷悟朗     |            |
| プリチャード大佐       | ダナ・アンドリュース                      | 久松保夫 | 村越伊知郎   |            |
| デュケイン軍曹         | ジョージ・モンゴメリー                    | 小林修 |              |            |
| シューマッハ少佐       | タイ・ハーディン                          | 中田浩二 |              |            |
| ルイーズ               | ピア・アンジェリ                          | 池田昌子 |              |            |
| エレナ                 | バーバラ・ウェール                        | |              |            |
| ウォレンスキー少佐     | チャールズ・ブロンソン                    | 大塚周夫 | 大塚周夫     |            |
| コンラート伍長         | ハンス・クリスチャン・ブレヒ              | 横森久 |              |            |
| コーラー将軍           | ヴェルナー・ペータース                    | 島宇志夫 |              |            |
| ウェーバー中尉         | ジェームズ・マッカーサー                  | 仲村秀生 |              |            |
| ディーペル少佐         | カール＝オットー・アルベルティ            | 小林清志 |              |            |
| ガフィー軍曹           | テリー・サバラス                          | 大平透 |              |            |
| エディ                 | スティーヴ・ローランド                    | |              |            |
| ジョー（パイロット）   | ロバート・ウッズ                          | 野田圭一 |              |            |
| バーク少将             | チャールズ・スタルメーカー                | |              |            |
| ウェーバーを発見する兵 | セバスティアン・カバリエリ                | |              |            |
| 装甲士官               | ラウル・ペレス                            | |              |            |
| カイリーの運転手       | ジャック・ガスキンス                      | |              |            |
| 修道院長               | ジャネット・ブラント                      | |              |            |
| 少年の父親             | マックス・スラテン                        | |              |            |
| 少年を捕える装甲士官   | レジナルド・ギラム                        | |              |            |
| アンブルヴェの少年     | ラス・ストッダード                        | |              |            |
| ナレーション           | ウィリアム・コンラッド （クレジットなし） | 矢島正明 |              |            |
| 不明 その他            |                                           | 原田一夫 塩見竜介 翠準子 上田敏也 嶋俊介 村瀬正彦 仲木隆司 清川元夢 石森達幸 野島昭生 田中康郎 加藤正之 木戸太一 俵一 井口成人 笹岡繁蔵 村山明 高村章子 島木綿子 | 島田敏       |            |
|                        |                                           | |              |            |
| 演出                   | 演出                                      | 春日正伸 | 春日正伸     |            |
| 翻訳                   | 翻訳                                      | 進藤光太 |              |            |
| 調整                   | 調整                                      | 山田太平 |              |            |
| 効果                   | 効果                                      | 赤塚不二夫 PAG |              |            |
| 制作                   | 制作                                      | 日米通信社 |              |            |

- NETテレビ版: 初回放送1973年10月14日・21日『日曜洋画劇場』※ノーカット
  - DVDに、3時間枠で放送されたカット版（約141分）が収録。
- フジテレビ版: 初回放送1978年10月13日『ゴールデン洋画劇場』

## 日本語字幕
高瀬鎮夫

## エピソード
- 当時のスペイン陸軍の装備を借りてロケしたため、登場する戦車等は実際のドイツ軍とは著しく違うものの、台数が（ソ連の映画『ヨーロッパの解放』程ではないが）非常に多く、最後の戦車部隊同士の決戦は見もの（ドイツのティーガーII戦車の役はM47パットン戦車、アメリカのM4中戦車の役はM24軽戦車が務めた。ただし史実ではこの「バルジの戦い」がM24の初陣ではあり、M47がティーガーIIを演じるほど変な話ではない）。
- 雪の中の戦いであったはずが撮影地がスペインだったため、後半は砂漠の様な地形（おそらくスペイン軍の演習地）になってしまっている。実際の戦史とはかけ離れているフィクションも多く、隠居生活を送っていたアイゼンハワー元大統領が公式に抗議声明を出したほどである。
- この戦いで偶発的に発生した事件である『マルメディの虐殺』が計画的犯行のように描かれている。
- 連合軍将校で戦友を演じるフォンダとブロンソンは３年後 、セルジオ・レオーネ監督の西部劇『ウエスタン』では敵対関係で再共演を果たしている。
- 収録時間の問題でVHS、LD等では141分に短縮されていたが、現在発売中のDVDでは167分の完全版で収録されている[4]。

## 戦車の歌（パンツァー・リート）
この映画の前半に、アメリカ軍に攻勢をかける前にドイツ軍ヘスラー大佐（ロバート・ショウ）が戦車兵を訪ねる場面がある。そこで居並ぶ戦車兵たちの若さに不安を覚える大佐に対し、戦車兵らが自ら士気を奮い立たせるため「パンツァー・リート」（戦車の歌）を合唱するシーンはこの映画で最も記憶されている。元はドイツの歌だが、戦後フランス軍や他の軍隊でも歌われ、日本でも陸上自衛隊の音楽隊が演奏している。